# (12638) Fransbrüggen
(12638) Fransbrüggen ist ein Asteroid des Hauptgürtels, der am 29. September 1973 von dem niederländischen Astronomenehepaar Cornelis Johannes van Houten und Ingrid van Houten-Groeneveld entdeckt wurde. Die Entdeckung geschah im Rahmen der 2. Trojaner-Durchmusterung, bei der von Tom Gehrels mit dem 120-cm-Oschin-Schmidt-Teleskop des Palomar-Observatoriums aufgenommene Feldplatten an der Universität Leiden durchmustert wurden, 13 Jahre nach Beginn des Palomar-Leiden-Surveys.
Der Asteroid gehört zur Nysa-Gruppe, einer nach (44) Nysa benannten Gruppe von Asteroiden, die auch als Hertha-Familie bekannt ist (nach (135) Hertha).
(12638) Fransbrüggen wurde am 9. September 2014 nach dem niederländischen Dirigenten und Blockflötisten Frans Brüggen (1934–2014) benannt, der die Blockflöte wieder als Konzertinstrument salonfähig machte und 1981 das Orchester des 18. Jahrhunderts gründete.